# متاسفم، متنفران
متاسفم، متنفران (به انگلیسی: Sorry, Haters) فیلمی محصول سال ۲۰۰۵ و به کارگردانی جف استنزلر است. در این فیلم بازیگرانی همچون رابین رایت، عبداللطیف کشیش، آلودی بوشه، ساندرا اوه، آصف مندوی، فرد درست، جاش همیلتون و سباستین روشه ایفای نقش کرده‌اند.